# Enrico Coturri
Enrico Coturri (Lucca, 9 marzo 1914 – Firenze, 6 ottobre 1999) è stato un medico e storico italiano.
È stato presidente della Società Italiana di Storia della Medicina dal 1991 al 1996

## Biografia
Dopo la laurea in Medicina presso l'Università di Pisa nel 1938 e la partecipazione alla Seconda Guerra Mondiale come ufficiale medico negli ospedali da campo in Italia e Jugoslavia, nel 1952 ottenne la specializzazione in Chirurgia generale presso l'Università di Bologna. Esercitò la professione medica per oltre un ventennio in Valdinievole, prima a Pescia e poi a Lamporecchio, iniziando ad interessarsi contestualmente alla storia locale di quei territori.
La sua attività storiografica, sviluppatasi su di un arco di oltre sessant'anni, ha avuto due principali ambiti di interesse: la storia medievale, con particolare riferimento ai territori di Lucca e di Pistoia, e la storia della medicina.
Nel 1960 ottenne la libera docenza in storia della medicina e ricoprì la corrispondente cattedra nell'Università di Firenze fino al 1984.
Membro della Società Italiana di Storia della Medicina fin dal 1957, ne divenne presidente nel 1990 e nel 1996 fu acclamato presidente onorario durante il congresso di Modena. È stato anche presidente dell'Accademia di Storia dell'Arte Sanitaria
Tra il 2002 e il 2004, la ricca biblioteca storica di Coturri (1 300 volumi) è stata acquistata dalla Fondazione Cassa di Risparmio di Pistoia e Pescia che, nel 2019, ne ha deciso il deposito presso la biblioteca della Fondazione Scienza e Tecnica di Firenze.

## Alcuni scritti
- (con Massimo Cecchi) Pescia e il suo territorio nella storia, nell'arte e nelle famiglie. Presentazione di Piero Bargellini, Tip. Pistoiese, Pistoia 1961, pp. 400
- Storia della medicina, Esculapio, Bologna 1983, pp. 163
- Pistoia, Lucca e la Valdinievole nel Medioevo (a cura di Giampaolo Francesconi e Federica Iacomelli), Società pistoiese di storia patria, Pistoia 1998, pp. 325
- Gli scritti di medicina, Pistoia, Settegiorni, 2010,  p. 111, ISBN 978-88-89314-77-7.